# Triakontan
Triakontan (CH3(CH2)28CH3) (sumární vzorec C30H62) je uhlovodík patřící mezi alkany, má 30 uhlíkových atomů v molekule.